# Ferdinand Bonn
Ferdinand Bonn, né le 20 décembre 1861 à Donauworth et décédé le 24 septembre 1933 à Berlin est un acteur allemand de théâtre et de cinéma.

## Biographie

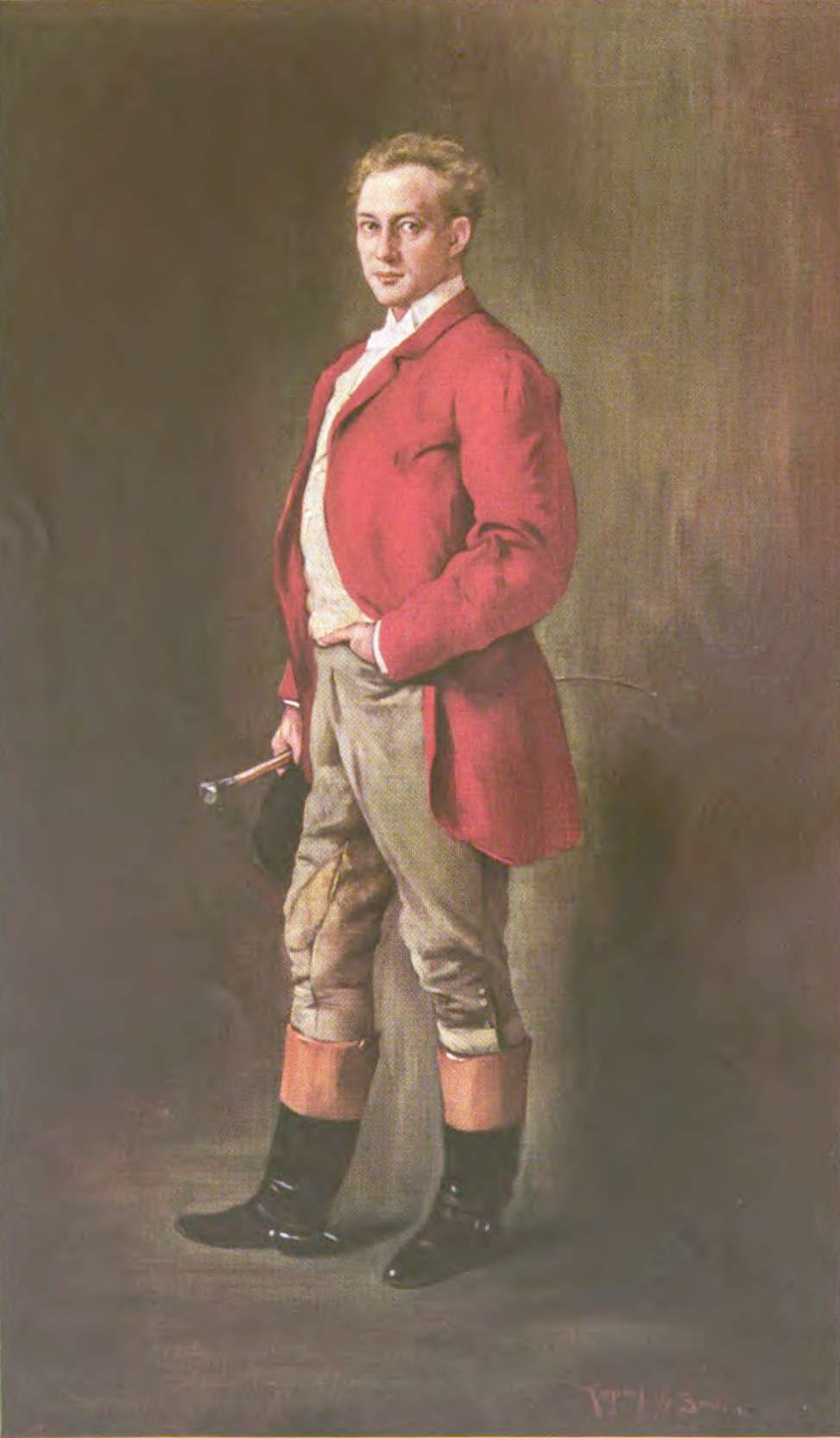
Ferdinand Bonn en tenue de chasse à courre par Josef Arpád Koppay

Dans sa jeunesse il fait preuve d’un vrai talent musical mais dès l’école, il écrit des pièces qu’il joue avec ses condisciples et s’adonne à la peinture. En 1880, après l'école secondaire, il étudie le droit à l’Université de Munich. Il prend des cours de théâtre. A 24 ans, il a fait ses débuts au Théâtre Municipal de Nuremberg dans le rôle d’un derviche dans Nathan der Weise. Il se produit au  Deutsches Theater de Moscou puis à Munich et au Burgtheater de Vienne. Il se fait connaître comme interprète de Shakespeare, Schiller et Dostoïevski.
En 1905, il fonde à Berlin le Ferdinand Bonn Berliner Theater qui se spécialise dans des pièces dramatiques. Il obtient un grand succès avec des adaptations de romans policiers comme Sherlock Holmes et surtout Le Chien des Baskerville, dont on fera un film. Dès 1912, Bonn tourne pour le cinéma.  Son premier rôle dans un film allemand est celui de Louis II de Bavière : Ludwig der Zweite von Bayern qu’il réalise et produit.
Il reprend le rôle de Louis II dans le film Das Schweigen am Starnberger See, de Rolf Raffé(1920). On le verra aussi dans quelques films sonores jusqu’à sa mort en 1933.

## Sources
- (de) Cet article est partiellement ou en totalité issu de l’article de Wikipédia en allemand intitulé « Ferdinand Bonn » (voir la liste des auteurs).

## Filmographie
- 1915 : Lache, Bajazzo!
- 1927 : Maquillage (Da hält die Welt den Atem an) de Felix Basch
- 1928 : Rasputins Liebesabenteuer de Martin Berger